# 四角旋篮虫
四角旋篮虫（学名：Larcospira quadrangula）为石太阳虫科旋篮虫属的动物。分布于中太平洋，包括西沙群岛、东海、南海等海域。